# Campeonato Mundial de Pentatlón Moderno de 2006
El XLVI Campeonato Mundial de Pentatlón Moderno se celebró en Ciudad de Guatemala (Guatemala) entre el 15 y el 21 de noviembre de 2006 bajo la organización de la Unión Internacional de Pentatlón Moderno (UIPM) y la Asociación Guatemalteca de Pentatlón Moderno. Participaron un total de 187 pentatletas de 35 países.

## Sedes
| Deporte    | Instalaciones                    | Capacidad |
| ---------- | -------------------------------- | --------- |
| Tiro       | Colegio Sagrado Corazón de Jesús |           |
| Esgrima    | Colegio Sagrado Corazón de Jesús |           |
| Natación   | Colegio Sagrado Corazón de Jesús |           |
| Equitación | Club Ecuestre Vista Hermosa      |           |
| Carrera    | Colegio Viena Guatemalteco       |           |

## Calendario
| Día      | Hora*       | Evento       | Tipo                 |
| -------- | ----------- | ------------ | -------------------- |
| 16.11.06 | 06:00-16:00 | Calificación | F                    |
| 17.11.06 | 06:00-16:00 | Calificación | M                    |
| 18.11.06 | 06:40-17:00 | Final        | F ind. y por equipos |
| 19.11.06 | 06:40-17:00 | Final        | M ind. y por equipos |
| 20.11.06 | 06:40-17:00 | Final        | F por relevos        |
| 21.11.06 | 06:40-17:00 | Final        | M por relevos        |

- (*) -  hora local de Guatemala (UTC -6)
- M - masculino
- F - femenino

## Concurso masculino

### Individual
| Puesto | Atleta                 | País     | TIR  | ESG | NAT  | EQU  | CAR  | Total |
| ------ | ---------------------- | -------- | ---- | --- | ---- | ---- | ---- | ----- |
| Oro    | Edvinas Krungolcas     | Lituania | 1156 | 972 | 1296 | 1144 | 1020 | 5588  |
| Plata  | Viktor Horváth         | Hungría  | 1168 | 888 | 1312 | 1172 | 1016 | 5556  |
| Bronce | Andrejus Zadneprovskis | Lituania | 1156 | 860 | 1336 | 1108 | 1008 | 5468  |

### Equipos
| Puesto | País            | TIR  | ESG  | NAT  | EQU  | CAR  | Total  |
| ------ | --------------- | ---- | ---- | ---- | ---- | ---- | ------ |
| Oro    | Lituania        | 3420 | 2524 | 3892 | 3396 | 3024 | 16.256 |
| Plata  | Hungría         | 3456 | 2608 | 3816 | 3428 | 2856 | 16.164 |
| Bronce | República Checa | 3180 | 2552 | 3936 | 3332 | 2860 | 15.860 |

### Relevos
| Puesto | País        | TIR  | ESG | NAT  | EQU  | CAR  | Total |
| ------ | ----------- | ---- | --- | ---- | ---- | ---- | ----- |
| Oro    | Hungría     | 1216 | 808 | 1256 | 1200 | 980  | 5460  |
| Plata  | Bielorrusia | 1180 | 772 | 1296 | 1200 | 952  | 5400  |
| Bronce | China       | 1072 | 736 | 1308 | 1200 | 1040 | 5356  |

## Concurso femenino

### Individual
| Puesto | Atleta              | País    | TIR  | ESG | NAT  | EQU  | CAR  | Total |
| ------ | ------------------- | ------- | ---- | --- | ---- | ---- | ---- | ----- |
| Oro    | Marta Dziadura      | Polonia | 1132 | 776 | 1268 | 1200 | 980  | 5356  |
| Plata  | Viktoria Tereshchuk | Ucrania | 884  | 692 | 1364 | 1152 | 1240 | 5332  |
| Bronce | Omnia Fajri         | Egipto  | 1156 | 748 | 1292 | 1180 | 932  | 5308  |

### Equipos
| Puesto | País        | TIR  | ESG  | NAT  | EQU  | CAR  | Total  |
| ------ | ----------- | ---- | ---- | ---- | ---- | ---- | ------ |
| Oro    | Polonia     | 3144 | 2328 | 3708 | 3424 | 3088 | 15.692 |
| Plata  | Reino Unido | 3000 | 2344 | 3780 | 3352 | 2936 | 15.412 |
| Bronce | Hungría     | 3024 | 2608 | 3760 | 3284 | 2664 | 15.340 |

### Relevos
| Puesto | País        | TIR  | ESG | NAT  | EQU  | CAR  | Total |
| ------ | ----------- | ---- | --- | ---- | ---- | ---- | ----- |
| Oro    | Polonia     | 1048 | 952 | 1164 | 1200 | 1000 | 5364  |
| Plata  | Reino Unido | 1000 | 940 | 1228 | 1168 | 884  | 5220  |
| Bronce | Rusia       | 1012 | 952 | 1300 | 1164 | 700  | 5128  |

## Medallero
| Núm. | País            | Oro | Plata | Bronce | Total |
| ---- | --------------- | --- | ----- | ------ | ----- |
| 1    | Polonia         | 3   | 0     | 0      | 3     |
| 2    | Lituania        | 2   | 0     | 1      | 3     |
| 3    | Hungría         | 1   | 2     | 1      | 4     |
| 4    | Reino Unido     | 0   | 2     | 0      | 2     |
| 5    | Bielorrusia     | 0   | 1     | 0      | 1     |
|      | Ucrania         | 0   | 1     | 0      | 1     |
| 7    | China           | 0   | 0     | 1      | 1     |
|      | Egipto          | 0   | 0     | 1      | 1     |
|      | República Checa | 0   | 0     | 1      | 1     |
|      | Rusia           | 0   | 0     | 1      | 1     |
|      | TOTAL           | 6   | 6     | 6      | 18    |